# Mausbach (Holzbach)
Der Mausbach ist ein gut zweieinhalb Kilometer langer linker und östlicher Zufluss des Holzbaches im Westerwald.

## Geographie

### Verlauf
Der Mausbach entspringt östlich von Seck, am Fuße eines bewaldeten Hügels.
Er fließt zunächst in südwestlicher Richtung durch einen Wald, unterquert in der Nähe des Beilsteinerhofes die B 54 und wechselt in ein landwirtschaftlich genutztes Areal mit Wiesen und Feldern. Nach gut einem Kilometer westwärts fließend, erreicht er schließlich vierhundert Meter südlich von Seck den Holzbach.

### Flusssystem Elbbach
- Fließgewässer im Flusssystem Elbbach